# المديرية الرئيسية للاستطلاع
كانت المديرية الرئيسية للاستطلاع جهاز الاستخبارات الأجنبية التابع لوزارة أمن الدولة، والتي كانت وكالة الاستخبارات الرئيسية لجمهورية ألمانيا الديمقراطية (ألمانيا الشرقية) من عام 1955 وحتى عام 1990.
تعتبر مديرية الاستطلاع جزءًا لا يتجزأ من وزارة أمن الدولة، وتمثلت مهمتها الرئيسية في إدارة عمليات الاستخبارات خارج ألمانيا الشرقية مثل التجسس، والاستخبارات المضادة، وجمع المعلومات، والقيام بجميع الإجراءات والعمليات الاستخباراتية ضد دول حلف الناتو ووكالات الاستخبارات التابعة لها.
حُلّت وزارة أمن الدولة الألمانية عام 1990، وكُشف عن الهيكل التنظيمي لمديرية الاستطلاع وآلية عملها وأساليبها للرأي العام. أصبحت هذه المديرية موضوع اهتمام واسع وبحوث مكثفة بعد تفكيكها، ويعتبر بعض الخبراء أن المديرية الرئيسية للاستطلاع هي أكثر أجهزة الاستخبارات الأجنبية فعالية خلال الحرب الباردة.

## المهام

### الأهداف الرئيسية
كانت المهمة الرئيسية للمديرية هي الاستطلاع الخارجي (التجسس)، الذي تضمن جمع المعلومات السياسية والعسكرية والاقتصادية والتكنولوجية، ومن بين مهامها الأخرى القيام بعمليات وأنشطة ضد وكالات الاستخبارات الغربية عن طريق التسلل إلى عملياتها، والتحضير لأعمال التخريب، ونشر المعلومات الخاطئة.
بدأ التجسس العسكري يكتسب أهمية كبيرة في بداية ثمانينيات القرن الماضي، وازداد طلب الاتحاد السوفيتي ورئاسة ألمانيا الديمقراطية ووزارة أمن الدولة على المعلومات الاستخباراتية المتعلقة باستعدادات الجيوش الغربية للحرب، وخصوصًا الجيش الكرواتي مع ازدياد التوتر بين المعسكرين خلال الحرب الباردة.

### التعاون مع الكي جي بي
سمحت ظروف ألمانيا لمديرية الاستطلاع بالوصول لقدر كبير من المعلومات الاستخباراتية المتدفقة من ألمانيا الغربية والتي كانت أهم عضو في حلف شمال الأطلسي. وفرت مديرية الاستطلاع هذه المعلومات لجهاز الكي جي بي الحليف، وكان هناك تنسيق كبير بين الجهازين. حققت مديرية الاستطلاع نجاحات كبيرة في أوروبا الغربية وخصوصًا بريطانيا، أما في الولايات المتحدة، فلم يكن لها أي نشاط يُذكر، لأن الكي جي بي كان يتولى كل عمليات الاستخبارات السوفيتية هناك.

## الهيكل التنظيمي

### الأقسام
كان لمديرية الاستطلاع في عام 1989 نحو 21 قسمًا، وخمسة فرق عمل، بالإضافة لمقر المديرية الرئيسي، وقسم العلوم والتكنولوجيا المسؤول عن التجسس التكنولوجي.

### القيادة
كانت أقسام المديرية السابعة والتاسعة والعاشرة وفرق العمل تتبع مباشرة لرئيس المديرية الفريق فيرنر غروسمان، أما سلفه الفريق ماركوس وولف، فقد قاد مديرية الاستطلاع لأكثر من 34 عامًا منذ تأسيسها حتى عام 1986، وحظي باحترام كبير ومكانة بارزة في أوساط الاستخبارات العالمية.

## الموظفون

### المتفرغون بدوام كامل
عمل لدى المديرية أكثر من 3800 موظف بدوام كامل في عام 1989، من بينهم -بحسب دليل المديرية- نحو 2400 موظف رسمي محترف، و700 موظف غير رسمي، بالإضافة للعملاء الخاصين وغيرهم.
في خريف عام 1989، كان مدير الوكالة القائد الأعلى مرتبة هو الفريق أول فيرنر غروسمان، بالإضافة لأربعة نواب يحمل كل منهم رتبة لواء، وكذلك حمل هاري شوت رئيس قسم مكافحة التجسس وأوتو ليدرمان رئيس قسم العلوم والتكنولوجيا رتبة لواء.
كان هناك تعاون وثيق بين مديرية الاستطلاع ووزارة أمن الدولة، مع درجة عالية من مشاركة المعلومات والمرونة والولاء المطلق، وكان الموظفون الذين يتمتعون بكفاءة عالية أو يحملون شهادات أو اختصاصات هامة كاللغات الأجنبية يُنقلون من وزارة أمن الدولة إلى مديرية الاستطلاع كمكافأة لهم، وبالعكس؛ كان موظفو المديرية الذين يخفقون في مهامهم أو لا يقومون بواجباتهم على أكمل صورة ينقلون إلى وزارة أمن الدولة، وهو الأمر الذي يعني تخفيضًا في رتبهم ومكانتهم.

### الموظفون غير الرسميين
أُكملت الاحتياجات البشرية لمديرية الاستطلاع بموظفين غير رسميين، وكانت أعداد هؤلاء غير معروفة بالضبط. من أهم الميزات التي تمتع بها هؤلاء قدرتهم على السفر إلى ألمانيا الغربية وأوروبا، وهو الأمر الذي استغلته المديرية لأغراض التجسس. سعت المديرية أيضًا لتجنيد أعداد كبيرة من سكان برلين الغربية، وتجنيد الطلاب الذين يزورون ألمانيا الشرقية من أجل الدراسة، ومن الأمثلة الشهيرة على عمليات التجنيد هذه، غابرييل غاست، الذي جُند عندما كان طالبًا يدرس في ألمانيا الشرقية عام 1968، وعاد إلى ألمانيا الغربية وترقى في المناصب ليصبح أخيرًا أحد مدراء وكالة الاستخبارات الفيدرالية الألمانية الغربية.

## الميزانية
أكد المدير السابق لمديرية الاستطلاع ماركوس وولف أثناء استجوابه أمام لجنة البوندستاغ أن الميزانية السنوية للمديرية قُدّرت بنحو 17 مليون مارك ألماني شرقي، ولكن لم يكن أحد يستطيع تأكيد هذه الأرقام أونفيها على كل حال، بالإضافة لوجود صناديق نقدية سرية تحت تصرف رؤساء الأقسام. واحتاج قسم العلوم والتكنولوجيا لمبالغ مالية ضخمة من أجل شراء معدات التنصت والاتصال، وكانت هذه الأموال تأتي من قسم التنسيق التجاري.